# Ilhas Belcher

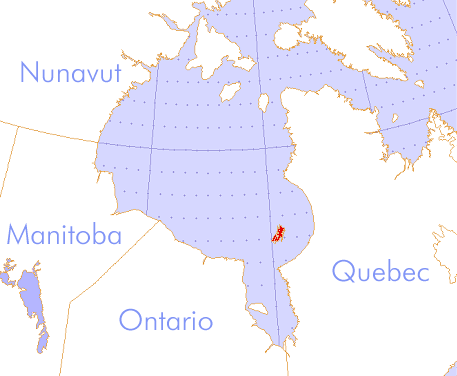
Localizaçáo das Ilhas Belcher na baía de Hudson.

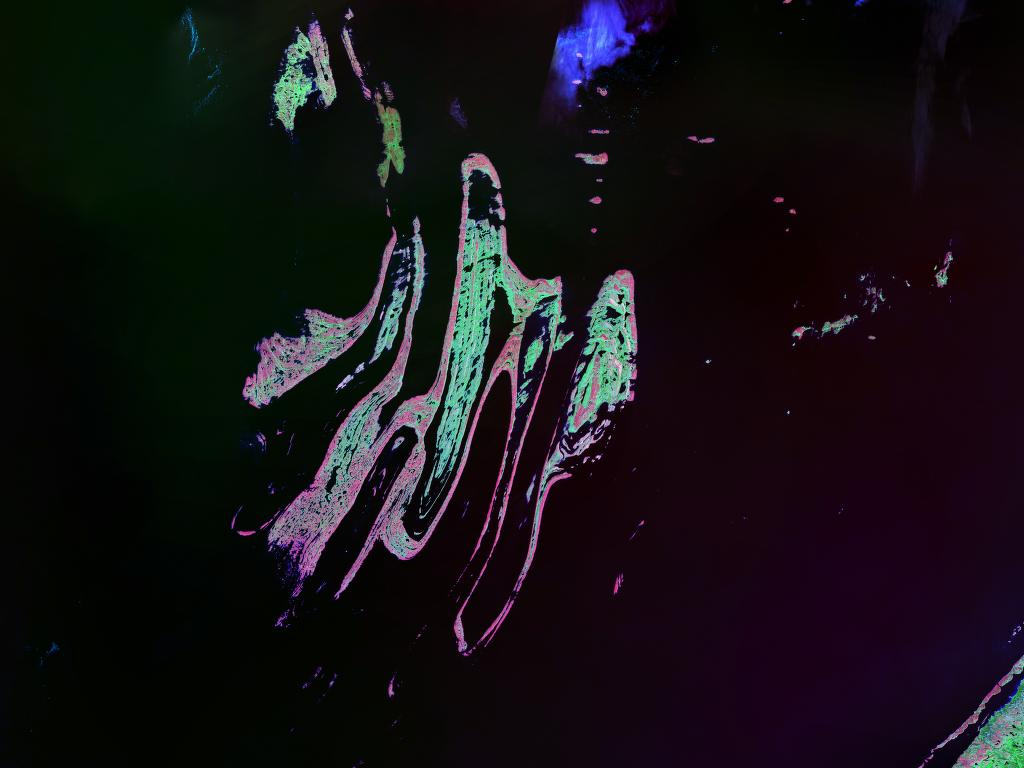
Imagem de satélite das ilhas Belcher.

As ilhas Belcher (inuíte: Sanikiluaq)são um grupo de ilhas pertencente ao Arquipélago Árctico Canadiano. Ficam no sul da Baía de Hudson, e administrativamente de Nunavut. A principal ilha é Flaherty. O arquipélago tem 2800 km² de área, e a localidade principal é Sanikiluaq. A silhueta das ilhas é extremamente recortada.
O arquipélago conta com cerca de 1500 ilhas e ilhéus. Além da ilha Flaherty (1585 km²), que é a única ilha habitada e onde se situa, na costa norte, Sanikiluaq, a povoação mais austral de Nunavut, conta com as ilhas principais seguintes: Kugong, Moore, Tukarak, Innetallong, Wiegand, Split, Snape e Mavor. 
A geologia das ilhas Belcher pertence ao Proterozoico. As rochas sedimentares clásticas expostas, bem como as ígneas e unidades carbonatadas registam deslocações e subsidências do Cráton Superior. Há duas grandes séries vulcânicas nas Belcher, a Eskimo e, sobreposta, a série de Flaherty .
O arquipélago tem este nome em homenagem aos méritos do navegador inglês e explorador do Ártico Edward Belcher (1799-1877), pese este nunca ter navegado nestas águas.
A população total do arquipélago era de 882 habitantes em 2011.